# Alexandria (Dél-Dakota)
Alexandria település az Amerikai Egyesült Államok Dél-Dakota államában, Hanson megyében, melynek megyeszékhelye is. Lakosainak száma 649 fő (2020. április 1.).

## Népesség
A település népességének változása:

| 2010 | 615 |
| 2020 | 649 |